# Расмус Фальк
Расмус Фальк (дан. Rasmus Falk Jensen, нар. 15 січня 1992, Мідделфарт) — данський футболіст, півзахисник, нападник клубу «Копенгаген».
Виступав, зокрема, за клуб «Оденсе», а також національну збірну Данії.
Дворазовий чемпіон Данії.

## Клубна кар'єра
Народився 15 січня 1992 року. Вихованець юнацьких команд футбольних клубів «Мідделфарт» та «Оденсе».
У дорослому футболі дебютував 2010 року виступами за команду клубу «Оденсе», в якій провів шість сезонів, взявши участь у 146 матчах чемпіонату.  Більшість часу, проведеного у складі «Оденсе», був основним гравцем команди.
До складу клубу «Копенгаген» приєднався 2016 року. Станом на 30 вересня 2019 року відіграв за команду з Копенгагена 96 матчів в національному чемпіонаті.

## Виступи за збірні
У 2007 році дебютував у складі юнацької збірної Данії (U-16), загалом на юнацькому рівні взяв участь у 32 іграх, відзначившись 8 забитими голами.
У 2011 році залучався до складу молодіжної збірної Данії. На молодіжному рівні зіграв у 8 офіційних матчах, забив 1 гол.
У 2013 році дебютував в офіційних матчах у складі національної збірної Данії.

## Титули і досягнення
- Чемпіон Данії (5):

«Копенгаген»: 2016-17, 2018-19, 2021-22, 2022-23, 2024-25
- Володар Кубка Данії (2):

«Копенгаген»: 2022-23, 2024-25